# ألفرد ديكي
ألفرد ديكي هو سياسي أمريكي، ولد في 10 يناير 1846 في إنديانا في الولايات المتحدة، وتوفي في 26 يناير 1901. نشط حزبياً في الحزب الجمهوري. وقد انتخب نائب حاكم شمال داكوتا ‏.